# 526

## Догађаји
- 30. август – Краљ Теодорик Велики умире од дизентерије у Равени; његова ћерка Амаласуинта преузима власт као регент за свог 10-годишњег сина Аталарик. Унук Теодорика Великог је постаје краљ Острогота.
- Амаласуинта влада Остроготским краљевством које се простире на читавом италијанском полуострву, Далмацији, Сицилији, Сардинији и Корзици.
- Амаларих, стар 24 године, постаје краљ Визигота и преузима пуну краљевску власт.
- Римско-персијски ратови: Краљ Кавад I, уз помоћ свог арапског вазала, Ал-Мундхира III, почиње кампању у Закавказском региону и Горњој Месопотамији.
- 20. - 29. маја – земљотрес у Антиохији: Велики земљотрес убио је око 250.000 људи у Сирији и Антиохији.
- Папа Јован I враћа се у Равену из Цариграда. Теодорик Велики открива да је само делимично успео да убеди византијског цара Јустина I да повуче свој едикт против аријанског хришћанства и баци папу Јована у тамницу.
- 18. мај – Папа Јован I умире од глади после трогодишње владавине. Теодорик Велики бира папу Феликса IV за 54. римски папа.
- Еклесије, епископ Равене, поручује две нове цркве, једну за Равену и једну за њену луку, Класис.
- Израђен је мозаик апсиде светилишта који приказује Христа на престолу са Светим Виталијем и Еклесијем, базилика Сан Витале (Равена).

## Смрти
- Википедија:Непознат датум — Теодорик Велики - краљ Острогота